# روث لیتل ساتر
روث لیتل ساتر (انگلیسی: Ruth Lyttle Satter؛ ۸ مارس ۱۹۲۳ – ۳ اوت ۱۹۸۹) دانشمند امریکایی رشته گیاه‌شناسی (۱۹۸۹-۱۹۲۳) شناخته شده برای کار روی ساعت زیستی است. او بی‌ای خود را در رشته فیزیک و ریاضی در سال ۱۹۴۴ از کالج بارنارد گرفت و پس از فارغ‌التحصیلی در آزمایشگاه‌های بل مشغول بکار شد. در سال ۱۹۶۴ دکترای خود را در رشته فیزیولوژی گیاهی از دانشگاه کنتیکت دریافت کرد. سپس در دانشگاه ییل مشغول بکار شد و به بررسی حرکت برگ‌ها و ریتم حرکت آنها پرداخت. یک سال پس از مرگ او، انجمن ریاضی آمریکا به پاس خدمات او به علم، جایزه ساتر در ریاضیات را به یاد و خاطره او بنیاد نهاد.